# Јастреб (ваздухопловна једрилица)
Јастреб је једноседна школска једрилица за прелазну обуку мешовите конструкције - претежно направљена од дрвета и платна, са неувлачивим амортизованим скијама за слетање испод трупа. Производила се у фабрици Утва у Панчеву и Летов из Љубљане.

## Пројектовање и развој
Аероклуб Краљевине Југославије је 1937. расписао конкурс за пројект школске једрилице. На конкурсу су учествовали инжењери Иван Шоштарић и Војко Хумер са једрилицом радног назива ШХ-1, која је добила прву награду и предлог да се направи прототип. Израда прототипа је почела у Љубљани али пошто се инж. Шопштарић због службе пресељава у Земун израда прототипа се препушта УТВИ где је прототип и завршен. После пробних летова одустало се од производње ове једрилице али конструктор није одустао и наставио је да побољшава једрилицу сада под називом "Јастреб". Планирано је да нови прототип буде завршен у првој половини 1940. год. али рат је прекинуо све активности.
Након Другог светског рата прототип је израђен тек 1946, а њен конструктор, инжењер Иво Шоштарић, извео је први лет. Након испитивања прототипа почела је пробна производња а паралелно са њом и даље усавршавање једрилице. Водећи рачуна о ергономији, Шоштарић је ножне команде извео тако да се могу подесити на земљи према висини пилота, а једрилица је опремљена и ваздушним кочницама за обрушавање чиме је омогућено извођење обуке у основним акробацијама. Модификована једрилица Јастреб добила је назив "Јастреб бис" који је демонстриран на слету у Церкљу (Брежице) 1947. и за Дан ваздухопловства 1948. године на аеро-митингу у Београду.
Уочавајући да једрилица има могућност извођења и сложенијих акробација која стварају већа оптерећења, током 1954. извршена је њена модификација тако што су јој крила ојачана упорницама. Модификовне једрилице добиле су у називу суфикс „54” па су назване "Јастреб 54".

### Технички опис
Јастреб је била једрилица дрвене конструкције. Труп јој је био шестоугаоног облика обложен оплатом од шпера. На кљуну је била смештена пилотска кабина са поклопцем од плексигласа из једног дела. Једрилица је била опремљена најосновнијим инструментима за дневно летење. Као стајни трап овој једрилици је служио прво дрвени клизач причвршћен амортизерима од тврде гуме. На каснијим моделима је уграђиван метални клизач и фиксан гумени точак у продужетку иза клизача. На репу једрилице налазила се еластична дрљача.
Крила су била комбинованог облика делом правоугаоног а у наставку трапезастог облика са заобљеним крајевима а постављена на горњој ивици трупа тако да је летилица била класификована као висококрилни моноплан. Носећа конструкција крила је била дрвена са две рамењаче, са предње стране обложена дрвеном лепенком а задње ивице крила и управљачке површине пресвучене су импрегнираним платном. Аеропрофил крила је био Gö 549/ CAGI 731 а виткост 14,30. Крила су била опремљена аеродинамичким кочницама са обе стране крила.
Конструкција хоризонталног и вертикалног стабилизатора као и кормила били су изведени као и крило.

### Варијанте једрилица
- Јастреб - Једрилица по пројекту из 1946, произведен први прототип у Утви 20 примерака
- Јастреб бис - Једрилица настала модификацијом у току производње прве серије у Утви (20 примерака)
- Јастреб 54 - Једрилица са подупртим крилом пројект из 1954. године, производио Летов из Љубљане

## Карактеристике
Карактеристике наведене овде се односе на једрилицу Јастреб а према изворима
| Карактеристике | Јастреб | Јастреб бис | Јастреб 54 |
| -------------- | --- | --- | --- |
| Финеса         | 1 : 22,3 при брзини 62,5 km/h | 1 : 23,0 при брзини 62,5 km/h | 1 : 22,3 при брзини 70 km/h |
| Перформансе    | - максимална брзина 210 km/h - минимална брзина 49 km/h - макс. брзина аеро вуче 128 km/h - макс. брзина витло 110 km/h - мин. проп. 0,72 m/s при брз. 57,8 km/h                  | - максимална брзина 210 km/h - минимална брзина 49 km/h - макс. брзина аеро вуче 110 km/h - макс. брзина витло 110 km/h - мин. проп. 0,72 m/s при брз. 58 km/h                                | - максимална брзина 140 km/h - минимална брзина 49 km/h - макс. брзина аеро вуче 110 km/h - макс. брзина витло 110 km/h - мин. проп. 0,72 m/s при брз. 57,8 km/h                                |
| Димензије      | - размах крила 15,10m - површина крила 15,50m² - виткост 14,70 - аеропрофил крила: А26 - макс. оптеречење крила; 16,60 kg/m² - дужина трупа 6,85m - ширина трупа m - висина 1,87m | - размах крила 15,00m - површина крила 15,50m² - виткост 14,70 - аеропрофил крила: модификован А26 - макс. оптеречење крила; 15,90 kg/m² - дужина трупа 6,85m - ширина трупа m - висина 1,87m | - размах крила 15,10m - површина крила 15,50m² - виткост 14,30 - аеропрофил крила: Go 549 / CAGI 731 - макс. оптеречење крила; 18,84 kg/m² - дужина трупа 6,85m - ширина трупа m - висина 1,87m |
| Маса           | - сопствена 167 kg - носивост 90 kg - полетна 257 kg - водени баланс; нема | - сопствена 157 kg - носивост 90 kg - полетна 247 kg - водени баланс; нема | - сопствена 202 kg - носивост 90 kg - полетна 292 kg - водени баланс; нема |

## Оперативно коришћење
Прве две мање серије једрилице Јастреб од по 20 комада су направљене у фабрици „Утва” у Панчеву 1948. и 1950. године. Једрилице Јастреб 54 су се производиле у фабрици "Летов" у Љубљани. Користиле су се у готово свим аероклубовима широм Југославије. Захваљујући одличним летним карактеристикама ове једрилице су биле веома популарне међу пилотима-једриличарима. Престале су да се користе 70.-тих година двадесетог века.

## Сачувани примерци
За сада се зна да су сачувана 4 примерка ове једрилице три су изложена као музејски експонати а четврти је у летном стању. Можда још негде у неком од хангара аероклубова широм бивше Југославије постоји сачувана ова једрилица, која чека на рестаурацију, али се за сада не зна.
У Музеју ваздухопловства у Београду на аеродроми "Никола Тесла" изложен је један примерак ове једрилице (регистрација YU-3029, фабрички број 195) произведен у фабрици „Letov”. У Збирку Музеја увршћена је 1971. године као поклон Аероклуба Београд. Један примерак ове једрилице (регистрација YU-3015)се чува у Техничком музеју у Загребу. Један примерак ове једрилице је у Словенији рестауриран и доведен у летно стање. Један примерак једрилице Јастреб регистарски број S5-1053 окачен је на плафон путничког салона аеродрома Брник.

## Земље које су користиле ову једрилицу
- Југославија
- Србија
- Словенија
- Хрватска